# Јаспис
Јаспис је форма калцедона и врста драгог камена, који је по настанку метаморфна стена. Најчешће га класификују као полудраго камење. Користи се као накит и модни детаљ на одећи.
Ова врста седиментне стене садржи од 80 до 95 процената оксида силицијума. Због тога што може да садржи и до 20 процената страних материја спектар боја овог минерала је доста разнолик и ретко се налази у свом чистом облику.
Може се јавити са различитим врстама и количинама примеса, због чега се јавља у разним бојама - тамнонаранџастој, црвеној, сивој или је шареној.
Реч јаспис потиче од грчког израза за пегави камен.
Најпознатији је црвени јаспис зато што су га древни египћани користили као амајлију јер су га сматрали Изидином крвљу.